# Anopheles squamosus
Anopheles squamosus este o specie de țânțari din genul Anopheles, descrisă de Theobald în anul 1901. Conform Catalogue of Life specia Anopheles squamosus nu are subspecii cunoscute.